# Вітки (Вармінсько-Мазурське воєводство)
Вітки (пол. Witki, нім. Aßmanns) — село в Польщі, у гміні Бартошиці Бартошицького повіту Вармінсько-Мазурського воєводства.
Населення — 111 осіб (2011).

## Демографія
Демографічна структура станом на 31 березня 2011 року:
|          | Загалом | Допрацездатний вік | Працездатний вік | Постпрацездатний вік |
| -------- | ------- | ------------------ | ---------------- | -------------------- |
| Чоловіки | 56      | 15                 | 38               | 3                    |
| Жінки    | 55      | 10                 | 38               | 7                    |
| Разом    | 111     | 25                 | 76               | 10                   |